# 保柳睦美
保柳 睦美（ほやなぎ むつみ、1905年11月3日 - 1987年8月16日）は、日本の地理学者。理学博士（東京帝国大学）。防衛大学校教授、東京都立大学 (1949-2011)教授、立教大学教授などを歴任。

## 経歴
長野県更級郡稲荷山町（現千曲市）生まれ。旧制東京府立第一中学、旧制第一高等学校を経て、1930年東京帝国大学理学部地理学科卒業。1947年「亜細亜乾燥地域における最近の気候変化・土地の砂漠化問題」で、理学博士（東京帝国大学）。
京城帝国大学助教授、文部省視学官、防衛大学校教授を経て、1960年東京都立大学 (1949-2011)教授、1967年立教大学教授。

## 著書
- 『北支・蒙古の地理 乾燥アジアの地理学的諸問題』古今書院 1943
- 『世界の自然と生活 社会科文庫』三省堂出版 1949
- 『国際理解と社会科における地理教育』古今書院 1952
- 『義務教育における地図の正しい教え方』日地出版 1953
- 『新大陸』三省堂出版 社会科地理文庫 1955
- 『シルク・ロード地帯の自然の変遷』古今書院 1976

### 編著・監修
- 『伊能忠敬の科学的業績 日本地図作製の近代化への道』編著 古今書院 1974
- 『世界地名辞典』田中薫と監修 古今書院 1954

### 翻訳
- N.V.Scarfe『新しい地理教育のあり方 世界理解のために』古今書院 1955